# غاستون إسنجو
غاستون إسنجو (بالفرنسية: Gaston Essengué)‏ مواليد 10 أكتوبر 1983، هو لاعب كرة سلة كاميروني. يحمل الرقم 15. يبلغ طوله 6 قدم 8 بوصة (2.0 م). حقق المركز الثاني في بطولة أمم أفريقيا لكرة السلة 2007.

## المسيرة الاحترافية
لعب مع توركو كونياسبور في الدوري التركي في موسم 2007–2008، ثم لعب مع سان مارتن دي كوريينتس في الدوري الأرجنتيني في موسم 2010–2011، ثم لعب مع كويلمس دي مار ديل بلاتا في موسم 2012–2013.

## الميداليات
| الميدالية | المسابقة                          |
| --------- | --------------------------------- |
| فضية      | بطولة أمم أفريقيا لكرة السلة 2007 |

## روابط خارجية
- غاستون إسنجو على موقع الاتحاد الدولي لكرة السلة (الإنجليزية)
- غاستون إسنجو على موقع كرة السلة الأوروبية.كوم (الإنجليزية)
- غاستون إسنجو على موقع كلية كرة السلة في سبورتس رفرنس.كوم (الإنجليزية)
- غاستون إسنجو على موقع ريلجم (الإنجليزية)
- غاستون إسنجو على موقع بروبوليرز (الإنجليزية)